# Сенгалевич Маргарита Яківна
Маргари́та Я́ківна Сенгале́вич (3 (16) червня 1901, Кам'янець-Подільський — 26 липня 1975, Москва) — українська письменниця і журналістка. Член Спілки письменників СРСР (від 1934 року).

## Життєпис
Народилася 16 червня 1901 року в м. Кам'янці-Подільському (нині Хмельницька обл.) в інтелігентній родині. Батько Яків Васильович був лікарем, мати — учителька малювання і чистописання. Навчалася у гімназії в Лубнах на Полтавщині. 1918 року закінчила гімназію у Києві. У 1919—1920 роках працювала перекладачем і бібліотекарем. У 1924—1928 роках навчалася в інститутах профосвіти: спочатку в Київському, потім Харківському, який і закінчила.
Від 1928 року працювала в редакції журналу «Селянка України» у Харкові, у 1934—1941 роках — в газеті «Вісті ВУЦВК» у Києві.
Під час Німецько-радянської війни евакуювалася до міста Чистополя (Татарстан) на Камі. Від 1943 року жила у Москві.
1952 року стала членом КПРС, входила до експертної ради при Мінкультури щодо рецензування п'єс та кіносценаріїв, фактично виконуючи цензорську роботу.
Померла 26 липня 1974 р. в Москві.

## Творчість
Перші твори опублікувала 1922 року, належала М. Я. Сенгалевич до літорганізації «Гарт», брала участь в Першому зїзді Спілки письменників СРСР, стала її членом (1934). Авторка:
- збірок оповідань «Велетень» (1930), «Ворог» (1930), «Непомітна» (1930), «Одного зимового вечора» (1931), збірки нарисів «Бійці й будівники» (1934), повісті для дітей російською мовою «Светит вдали огонёк» (укр. «Світить вдалині вогник»; 1960, перевидано — 1974) та ін.
- спогадів про Михайла Коцюбинського, Дем'яна Бєдного, Максима Горького.

## Публікації
- Сенгалевич М. Зустрічі з Коцюбинським. — «Вітчизна», 1955, № 9, с. 162—165; В книзі: Спогади про Михайла Коцюбинського. К., 1962, с. 342—349.